# Hegra
Hegra är en tätort i Stjørdals kommun i Trøndelag fylke i mellersta Norge. Orten utgjorde tidigare centralort i dåvarande Hegra kommun i Nord-Trøndelag fylke.

## Geografi
Hegra har 3 523 invånare (2017) och är beläget vid Stjördalsälven längs mellanriksvägen E14 mellan norska Stjørdalshalsen och svenska Storlien. Hegra station på järnvägslinjen Meråkerbanen öppnades 1881 då sträckningen mellan Trondheim och Storlien stod färdig. 

## Historia
Hegra är känt för sina hällristningar vid Lerfald. Med sina ca 1 200 figurer från brons- och järnåldern är det ett av Nordeuropas största sammanhängande hällristningsfält. 
Hegra var tidigare en egen kommun i dåvarande Nord-Trøndelag fylke. 1850 delades dåvarande Stjørdalens kommun i två och Nedre Stjørdals kommun respektive Øvre Stjørdals kommun bildades. Hegra kommun bildades 1874 när Øvre Stjørdals kommun i sin tur delades i två och Hegra kommun respektive Meråkers kommun bildades. Hegra kommun hade då 3 409 invånare. 1962 gick Hegra, Lånke och Skatvals kommuner upp i Stjørdals kommun. Hegra kommun hade då en befolkning på 2 704.
Hegra och andra delar av Stjördalen har präglats av krig. Den svenske generalen Carl Gustaf Armfeldt d.ä. var i Stjördalen under stora nordiska kriget 1699-1721. Angreppet 1718 skedde i syfte att inta Trondheim, men avbröts efter att den svenske kungen Karl XII hade skjutits vid Fredrikshald. Vid återtåget mot Jämtland över fjällen omkom över 3 000 soldater (karoliner) i kylan. 
Under andra världskriget spelade Hegra fästning (Ingstadkleven fort) en viktig roll. Fästningen anlades mellan 1908 och 1910 med tanke på eventuella angrepp från Sverige efter unionsupplösningen 1905. Fästningen lades ned 1926. Hegra fästning har blivit känd för sin roll under den tyska ockupationen av Norge under andra världskriget. I april/maj 1940 försvarade sig 284 norska soldater och motståndskvinnan Anne Margrethe Strømsheim (Lotta fra Hegra) mot de tyska ockupanterna i 25 dygn. Den norska styrkan kapitulerade den 5 maj 1940 och var då det sista motståndet i södra Norge.

## Hegra kyrka
Hegra kyrka är en korskyrka från 1783. I kyrkan vinns en 200–300 år gammal altartavla. Glasmålerierna är gjorda av G. Kielland.

## Bilder

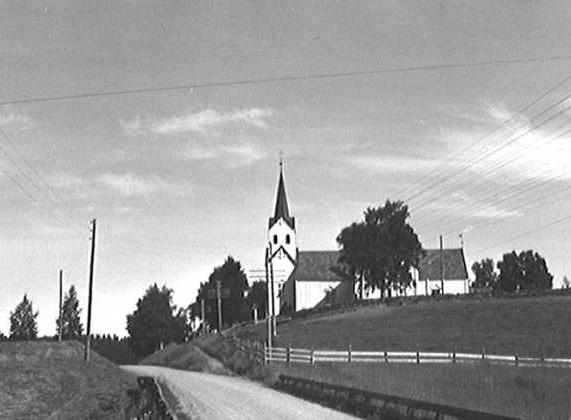
Hegra kyrka år 1936.
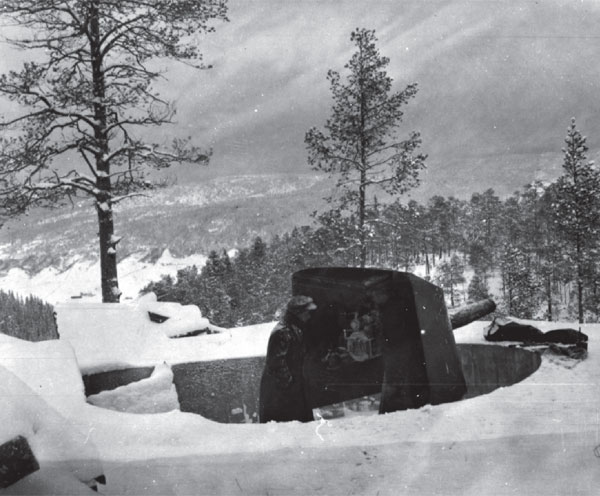
Hegra fästning under början av andra världskriget.
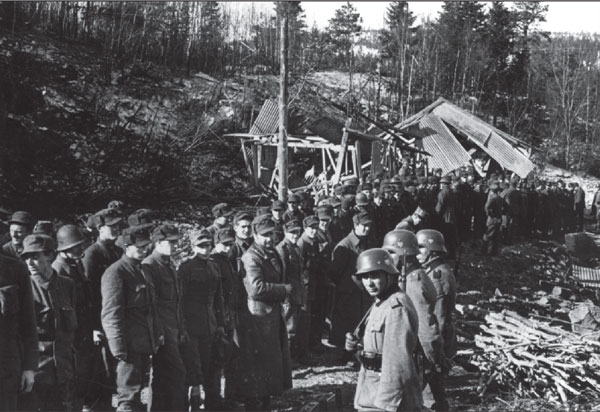
Den norska styrkan på Hegra festning överlämnar sig till tyskarna den 5 maj 1940.